# Llista de l'art públic de Gràcia
Llista de l'art públic del districte de Gràcia (Barcelona) inclòs en el catàleg raonat d'art públic editat per l'Ajuntament de Barcelona i la Universitat de Barcelona.
| Títol                                                          | Descripció | Autor/Data | Material                                                                                   | Localització | Codi         | Imatge |
| -------------------------------------------------------------- | --- | --- | ------------------------------------------------------------------------------------------ | --- | ------------ | --- |
| Selene                                                         | Selene, Joan Borrell i Nicolau, 1929 | Joan Borrell i Nicolau 1929 | bronze                                                                                     | Av. Vallcarca, 1-35 41° 24′ 31″ N, 2° 08′ 55″ E / 41.408628°N,2.148607°E                                                                                               | 08019/5007-2 | Selene · Vegeu més fotos d'aquesta obra · Carregueu una nova foto d'aquesta obra                                                        |
| A Joan Maragall                                                | Dedicada a Joan Maragall | Escultura: Joan Dodas 1964 | pedra                                                                                      | Pl. Lesseps (entrada a l'església) 41° 24′ 24″ N, 2° 08′ 56″ E / 41.4067°N,2.14896°E                                                                                   | 08019/5021-1 | A Joan Maragall (Joan Dodas) · Vegeu més fotos d'aquesta obra · Carregueu una nova foto d'aquesta obra                                  |
| Xip-xap                                                        | | Escultor: Juan Bordes, signada Arquitectes: Oscar Tusquets, Carlos Díaz 1992                                                                                               | bronze sobre base de pedra artificial negra                                                | Pl. Alfons Comín 41° 24′ 56″ N, 2° 08′ 13″ E / 41.4155°N,2.1369°E | 08019/5808-1 | Xip-xap (Juan Bordes) · Vegeu més fotos d'aquesta obra · Carregueu una nova foto d'aquesta obra                                         |
| A Josep Anselm Clavé                                           | Dedicada a Josep Anselm Clavé | Escultor: Manuel Fuxà, signada Arquitecte: Josep Vilaseca 1888, en l'actual emplaçament des de 1956                                                                        | bronze (inicialment daurat) sobre base de pedra                                            | Pg. de Sant Joan 41° 24′ 15″ N, 2° 09′ 48″ E / 41.40413°N,2.16347°E | 08019/6001-1 | A Josep Anselm Clavé (Manel Fuxà) · Vegeu més fotos d'aquesta obra · Carregueu una nova foto d'aquesta obra                             |
| A Guillem Graell                                               | Dedicat a Guillem Graell | Escultor: Vicenç Anton, signada 1934, en l'actual emplaçament des de 1956                                                                                                  | bronze                                                                                     | C. Còrsega amb pg. de Sant Joan 41° 24′ 11″ N, 2° 09′ 54″ E / 41.40292°N,2.16509°E                                                                                     | 08019/6002-1 | A Guillem Graell (Vicenç Anton) · Vegeu més fotos d'aquesta obra · Carregueu una nova foto d'aquesta obra                               |
| A Narcís Oller                                                 | Dedicat a l'escriptor Narcís Oller | Escultor: Eusebi Arnau, signada Instal·lació: Ignasi Sanfeliu, signada 1932, 1934 (inauguració), en l'actual emplaçament des de 1942, pedestal de 1999                     | bronze sobre estructura d'acer corten (inicialment de pedra)                               | Pl. Narcís Oller 41° 23′ 50″ N, 2° 09′ 20″ E / 41.39727°N,2.15562°E | 08019/6003-1 | A Narcís Oller (Eusebi Arnau) · Vegeu més fotos d'aquesta obra · Carregueu una nova foto d'aquesta obra                                 |
| A Fray Pedro Ponce de León                                     | | Escultor: Josep Miret, signada Arquitecte: Joan Vidal 1966 | marbre blanc                                                                               | Pg. de Sant Joan amb Travessera de Gràcia 41° 24′ 16″ N, 2° 09′ 47″ E / 41.40439°N,2.16303°E                                                                           | 08019/6004-1 | A Fray Pedro Ponce de León (Josep Miret) · Vegeu més fotos d'aquesta obra · Carregueu una nova foto d'aquesta obra                      |
| A Juan Pablo Bonet i Fray Pedro Ponce de León                  | | Escultor: Josep Marquès, signada Arquitecte: Joan Vidal 1935 | bronze                                                                                     | Pg. de Sant Joan amb Travessera de Gràcia 41° 24′ 16″ N, 2° 09′ 47″ E / 41.40441°N,2.163°E                                                                             | 08019/6005-1 | A Juan Pablo Bonet i Fray Pedro Ponce de León (Josep Marquès) · Vegeu més fotos d'aquesta obra · Carregueu una nova foto d'aquesta obra |
| Elogi de l'aigua, Elogio del agua                              | | Escultor: Eduardo Chillida Enginyer: José Antonio Fernández Ordóñez Disseny de l'estructura en la restauració: IDEAM 1987, reconstruïda 1998                               | formigó amb àrid vermell i granalla de ferro, executat in situ, suportat per cables d'acer | Parc de la Creueta del Coll 41° 25′ 05″ N, 2° 08′ 45″ E / 41.41818°N,2.1457°E                                                                                          | 08019/6006-1 | Elogi de l'aigua (Eduardo Chillida) · Vegeu més fotos d'aquesta obra · Carregueu una nova foto d'aquesta obra                           |
| A les colles de Sant Medir                                     | | Escultora: Núria Tortras, signada 1969, en l'actual emplaçament de 1975 a 1983 i a partir de 2001. Al Torrent de l'Olla de 1983 a 2001. Ha sofert modificacions            | bronze sobre columna aplacada de granit rosa                                               | Pl. Trilla 41° 24′ 13″ N, 2° 09′ 09″ E / 41.40362°N,2.15244°E | 08019/6007-1 | A les colles de Sant Medir (Núria Tortras) · Vegeu més fotos d'aquesta obra · Carregueu una nova foto d'aquesta obra                    |
| A l'Argentina, General José San Martín                         | Dedicada a José San Martín | Escultor: Josep Viladomat, signada obra de 1960, inaugurada 1962 | bronze sobre pedestal de granit vermell                                                    | Av. República Argentina, Jardins Manuel Blancafort 41° 24′ 41″ N, 2° 08′ 42″ E / 41.41149°N,2.14489°E                                                                  | 08019/6008-1 | A l'Argentina (Josep Viladomat) · Carregueu una nova foto d'aquesta obra                                                                |
| L'Empordà o Oda nova a Barcelona                               | Dedicada al poeta Joan Maragall, té inscrits uns versos del seu poema Cant espiritual | Escultor: Ernest Maragall i Noble, signada 1961, traslladada posteriorment, reinstal·lada en el seu emplaçament 1985                                                       | marbre blanc                                                                               | Jardins de Salvador Espriu 41° 23′ 50″ N, 2° 09′ 32″ E / 41.39718°N,2.15876°E                                                                                          | 08019/6010-1 | L'Empordà (Ernest Maragall i Noble) · Vegeu més fotos d'aquesta obra · Carregueu una nova foto d'aquesta obra                           |
| Al mestre Balcells                                             | | Escultor: Rafael Solanich, signada 1982, reubicada al mateix jardí 2003 | bronze                                                                                     | Jardins del Mestre Balcells 41° 24′ 28″ N, 2° 09′ 14″ E / 41.40789°N,2.15384°E                                                                                         | 08019/6011-1 | Al mestre Balcells (Rafael Solanich) · Vegeu més fotos d'aquesta obra · Carregueu una nova foto d'aquesta obra                          |
| A Pompeu Fabra                                                 | Inscripció: A POMPEU FABRA / GENI ORDENADOR DE LA LLENGUA CATALANA / EN EL CINQUANTENARI / DE LA PUBLICACIÓ DEL SEU / DICCIONARI GENERAL / XIV FESTES POPULARS DE CULTURA / POMPEU FABRA - GRACIA 1982 | Medalló: Josep Miret 1982, medalló de 1968, en l'actual emplaçament 2012                                                                                                   | bronze sobre pedra de Montserrat                                                           | Pl. Lesseps -davant Biblioteca Joan Fuster- 41° 24′ 26″ N, 2° 08′ 58″ E / 41.40717°N,2.14939°E                                                                         | 08019/6012-1 | A Pompeu Fabra (Josep Miret) · Vegeu més fotos d'aquesta obra · Carregueu una nova foto d'aquesta obra                                  |
| Rellotge de Sol, Astrolabi                                     | | Escultor: Joaquim Camps, signada Arquitectes: Jaume Bach, Gabriel Mora 1986                                                                                                | bronze sobre base aplacada amb pedra calcària de Sant Vicenç                               | Pl. del Sol 41° 24′ 06″ N, 2° 09′ 25″ E / 41.40174°N,2.15684°E | 08019/6013-1 | Rellotge de Sol (Joaquim Camps) · Vegeu més fotos d'aquesta obra · Carregueu una nova foto d'aquesta obra                               |
| A Jeroni de Moragas                                            | Inscripció: ASPANIAS / A JERONI DE / MORAGAS / 1901-1965 / 26 ABRIL 1969 | Escultor: Rafael Solanich 1969 | pedra amb ceràmica                                                                         | Parc Güell, prop de les Tres Creus 41° 24′ 47″ N, 2° 09′ 02″ E / 41.41299°N,2.15052°E                                                                                  | 08019/6015-1 | Carregueu una nova foto d'aquesta obra                                                                                                  |
| La Colometa                                                    | Homenatge a La plaça del Diamant, novel·la de Mercè Rodoreda | Escultor: Xavier Medina-Campeny, signada 1984, en l'actual emplaçament des de 1990, actualment en restauració                                                              | bronze i acer corten -originalment sobre base aplacada de granit-                          | Pl. del Diamant 41° 24′ 15″ N, 2° 09′ 21″ E / 41.40403°N,2.15572°E | 08019/6016-1 | La Colometa (Xavier Medina-Campeny) · Vegeu més fotos d'aquesta obra · Carregueu una nova foto d'aquesta obra                           |
| Tòtem                                                          | | Escultor: Ellsworth Kelly 1987 | acer                                                                                       | Parc de la Creueta del Coll 41° 25′ 06″ N, 2° 08′ 50″ E / 41.41842°N,2.14736°E                                                                                         | 08019/6017-1 | Tòtem (Ellsworth Kelly) · Vegeu més fotos d'aquesta obra · Carregueu una nova foto d'aquesta obra                                       |
| A Rovira i Trias                                               | | Escultor: Joaquim Camps, signada Arquitecte: Jaume Graells 1990 | bronze                                                                                     | Pl. Rovira i Trias 41° 24′ 27″ N, 2° 09′ 31″ E / 41.40756°N,2.15855°E                                                                                                  | 08019/6019-1 | A Rovira i Trias (Joaquim Camps) · Vegeu més fotos d'aquesta obra · Carregueu una nova foto d'aquesta obra                              |
| La Lectura. A Pompeu Fabra                                     | | Escultor: Josep Clarà, signada Instal·lació: Anna Ribas 1993, incorpora una còpia d'una obra de Josep Clarà de 1948                                                        | marbre blanc i acer inoxidable                                                             | Jardins Salvador Espriu 41° 23′ 51″ N, 2° 09′ 30″ E / 41.39739°N,2.15847°E                                                                                             | 08019/6020-1 | La Lectura. A Pompeu Fabra (Josep Clarà) · Vegeu més fotos d'aquesta obra · Carregueu una nova foto d'aquesta obra                      |
| Parc Güell                                                     | | Arquitecte: Antoni Gaudí amb la col·laboració de Josep Maria Jujol 1902-1914                                                                                               | paisatge                                                                                   | Parc Güell -accés pel c. Olot- 41° 24′ 49″ N, 2° 09′ 11″ E / 41.41357°N,2.15305°E                                                                                      | 08019/6021-1 | Parc Güell · Vegeu més fotos d'aquesta obra · Carregueu una nova foto d'aquesta obra                                                    |
| A Pere Calders                                                 | | Escultora: Sara Pons 2004 | paisatge                                                                                   | Travessera de Dalt, des del c. d'Escorial fins a la ronda del Guinardó, i ronda del Guinardó fins al c. de Sardenya 41° 24′ 43″ N, 2° 09′ 34″ E / 41.41187°N,2.15943°E | 08019/6022-1 | A Pere Calders (Sara Pons) · Vegeu més fotos d'aquesta obra · Carregueu una nova foto d'aquesta obra                                    |
| El canal de Suez                                               | | Arquitecte: Albert Viaplana 2009 | formigó, acer corten, vidre                                                                | Pl. Lesseps 41° 24′ 25″ N, 2° 08′ 59″ E / 41.40708°N,2.14975°E | 08019/6023-1 | El canal de Suez (Albert Viaplana) · Vegeu més fotos d'aquesta obra · Carregueu una nova foto d'aquesta obra                            |
| Cómicos de la legua (desaparegut)                              | | Escultor: Angel Orensanz 1973, desmuntat 1986 |                                                                                            | Metro L4 Estació Joanic -accés per Pi i Margall amb Escorial-, actualment en magatzems 41° 24′ 22″ N, 2° 09′ 46″ E / 41.40598°N,2.16283°E                              | 08019/6404-1 | Es creu que no es poden fer fotos lliures d'aquesta obra                                                                                |
| A Alfons Comín                                                 | | Arquitecte: Víctor Rahola 1992 | arquitectura                                                                               | Pl. Alfonso Comín 41° 24′ 53″ N, 2° 08′ 16″ E / 41.41481°N,2.13786°E                                                                                                   | 08019/6601-1 | A Alfons Comín (Víctor Rahola) · Vegeu més fotos d'aquesta obra · Carregueu una nova foto d'aquesta obra                                |
| Mural de Vallcarca                                             | | Disseny i realització: Joan Barjau, Gabriel Poblet i equip col·laborador 1988                                                                                              | pintura                                                                                    | C. Repartidor, 51-55 41° 24′ 43″ N, 2° 08′ 54″ E / 41.4119°N,2.14832°E                                                                                                 | 08019/6602-1 | Mural de Vallcarca · Vegeu més fotos d'aquesta obra · Carregueu una nova foto d'aquesta obra                                            |
| Mitgera Gran de Gràcia                                         | | Disseny: Joan Manuel Nicolàs 1990-1991 | arquitectura                                                                               | C. Gran de Gràcia, 264 41° 24′ 21″ N, 2° 09′ 02″ E / 41.40578°N,2.15065°E                                                                                              | 08019/6603-1 | Mitgera Gran de Gràcia (Joan Manuel Nicolàs) · Vegeu més fotos d'aquesta obra · Carregueu una nova foto d'aquesta obra                  |
| Mitgera de la palmera                                          | | Poema: Albert Ràfols Casamada 2012 | pintura, elements paisatgístics                                                            | Travessera de Dalt, 2 41° 24′ 28″ N, 2° 09′ 04″ E / 41.40789°N,2.15118°E                                                                                               | 08019/6604-1 | Mitgera de la palmera (Albert Ràfols Casamada) · Vegeu més fotos d'aquesta obra · Carregueu una nova foto d'aquesta obra                |
| Anna Frank                                                     | | Escultora: Sara Pons, signada 2001 | bronze                                                                                     | Pl. Anna Frank 41° 24′ 09″ N, 2° 09′ 17″ E / 41.40252°N,2.15459°E | 08019/6704-2 | Anna Frank (Sara Pons) · Vegeu més fotos d'aquesta obra · Carregueu una nova foto d'aquesta obra                                        |
| Mural a Anna Frank (desaparegut)                               | | Disseny i realització: Escola Massana 2001, desaparegut 2009 | ceràmica                                                                                   | Pl. Anna Frank 41° 24′ 09″ N, 2° 09′ 16″ E / 41.40245°N,2.1545°E | 08019/6704-3 | Mural a Anna Frank · Modifica el valor a Wikidata · Carregueu una nova foto d'aquesta obra                                              |
| Torre del Campanar de Gràcia                                   | | Arquitecte: Antoni Rovira i Trias Campana: Isidre Pallarès Rellotge: Albert Billeter Restauració: Carme Hosta projecte 1862, execució 1864, restauracions 1882, 1983, 2005 |                                                                                            | Pl. Rius i Taulet 41° 24′ 01″ N, 2° 09′ 28″ E / 41.40021°N,2.15765°E                                                                                                   | 08019/6725-1 | Torre del Campanar de Gràcia · Vegeu més fotos d'aquesta obra · Carregueu una nova foto d'aquesta obra                                  |
| Font de Blancaneu                                              | | Escultor: Josep Manuel Benedicto, signada 1947 | bronze                                                                                     | Pl. Gal·la Placídia 41° 23′ 57″ N, 2° 09′ 11″ E / 41.39924°N,2.15306°E                                                                                                 | 08019/6801-1 | Font de Blancaneu (Josep Manuel Benedicto) · Vegeu més fotos d'aquesta obra · Carregueu una nova foto d'aquesta obra                    |
| Font de Domènech Sanllehy                                      | | Escultor: Rafael Solanich 1928, medalló actual de c. 1949 | pedra                                                                                      | Pl. Sanllehy. Desmuntada per obres 41° 24′ 50″ N, 2° 09′ 40″ E / 41.41387°N,2.16099°E                                                                                  | 08019/6803-1 | Font de Domènech Sanllehy (Rafael Solanich) · Modifica el valor a Wikidata · Carregueu una nova foto d'aquesta obra                     |
| Font de Rut                                                    | | Escultor: Josep Maria Camps i Arnau, signada 1949 | bronze                                                                                     | Pl. de la Virreina 41° 24′ 18″ N, 2° 09′ 26″ E / 41.40495°N,2.15712°E                                                                                                  | 08019/6806-1 | Font de Rut (Josep Maria Camps i Arnau) · Vegeu més fotos d'aquesta obra · Carregueu una nova foto d'aquesta obra                       |
| Font de la Corporació Metropolitana, Homenatge a Joan Maragall | | Escultor: Xavier Corberó 1985, retirada 2012 | bronze                                                                                     | C. Torrent de l'Olla 41° 24′ 25″ N, 2° 09′ 06″ E / 41.40699°N,2.15155°E                                                                                                | 08019/6807-1 | Carregueu una nova foto d'aquesta obra                                                                                                  |
| Font Pública                                                   | | Autor desconegut Ceràmica: Salvador Sunet 1845 | pedra i ceràmica                                                                           | Travessera de Gràcia, 126 41° 24′ 00″ N, 2° 09′ 21″ E / 41.40009°N,2.15596°E                                                                                           | 08019/6817-1 | Font Pública · Vegeu més fotos d'aquesta obra · Carregueu una nova foto d'aquesta obra                                                  |
| La Xarranca de la Festa Major                                  | | Disseny i realització: Manuel Diestre, Mercè Coma, Esther Ramos, (Associació de Ceramistes de Catalunya), signada 1997                                                     | ceràmica                                                                                   | Pl. de la Revolució de Setembre de 1868 41° 24′ 09″ N, 2° 09′ 30″ E / 41.40257°N,2.15837°E                                                                             | 08019/6901-1 | La Xarranca de la Festa Major · Vegeu més fotos d'aquesta obra · Carregueu una nova foto d'aquesta obra                                 |
| Paviment Anna Frank                                            | | Disseny: Ignasi Sanfeliu 2001 | paviment amb tires d'acer                                                                  | C. Sèneca 41° 23′ 50″ N, 2° 09′ 25″ E / 41.39725°N,2.15683°E | 08019/6910-1 | Paviment Anna Frank (Ignasi Sanfeliu) · Vegeu més fotos d'aquesta obra · Carregueu una nova foto d'aquesta obra                         |
| L'estudi                                                       | | Escultor: Joaquim Ros i Bofarull 1957 | pedra calcària                                                                             | Pl. Lesseps, CEIP Rius i Taulet 41° 24′ 28″ N, 2° 09′ 01″ E / 41.40788°N,2.15026°E                                                                                     | 08019/6911-1 | L'estudi (Joaquim Ros i Bofarull) · Vegeu més fotos d'aquesta obra · Carregueu una nova foto d'aquesta obra                             |
| La recerca                                                     | | Escultor: Joaquim Ros i Bofarull 1957 | pedra calcària                                                                             | Pl. Lesseps, CEIP Rius i Taulet 41° 24′ 28″ N, 2° 09′ 01″ E / 41.40791°N,2.15031°E                                                                                     | 08019/6911-2 | La recerca (Joaquim Ros i Bofarull) · Vegeu més fotos d'aquesta obra · Carregueu una nova foto d'aquesta obra                           |
| Santa Maria de Gràcia                                          | | Escultor: Enric Clarasó, reconstrucció: Manuel Martí Arquitecte: August Font c 1908, reconstruïda en els anys 1940                                                         | pedra                                                                                      | C. Gran de Gràcia, 18-22 41° 23′ 55″ N, 2° 09′ 26″ E / 41.39856°N,2.15721°E                                                                                            | 08019/6912-1 | Santa Maria de Gràcia (Enric Clarasó) · Vegeu més fotos d'aquesta obra · Carregueu una nova foto d'aquesta obra                         |
| Gràcia a Salmerón                                              | | Disseny: Ignasi Sanfeliu 1997 | acer inoxidable                                                                            | Pla de Nicolás Salmerón (c. Gran de Gràcia). Retirada temporalment per obres 41° 23′ 52″ N, 2° 09′ 27″ E / 41.39791°N,2.15755°E                                        | 08019/6914-1 | Gràcia a Salmerón (Ignasi Sanfeliu) · Vegeu més fotos d'aquesta obra · Carregueu una nova foto d'aquesta obra                           |
| A la Madre Petra                                               | | Escultor: Orea, signada 1971, en l'actual emplaçament des de 1972 | bronze i pedra                                                                             | Av. del Santuari de Sant Josep de la Muntanya, 25 41° 24′ 37″ N, 2° 09′ 11″ E / 41.41039°N,2.15313°E                                                                   | 08019/6915-1 | A la Madre Petra (Orea) · Modifica el valor a Wikidata · Carregueu una nova foto d'aquesta obra                                         |
| Sol i Lluna                                                    | | Disseny i plats: Montserrat Altet 1986 | ceràmica sobre construcció de pedres                                                       | Parc de la Creueta del Coll, entrada c. Castellterçol 41° 25′ 03″ N, 2° 08′ 47″ E / 41.41737°N,2.14632°E                                                               | 08019/6934-1 | Sol i Lluna (Montserrat Altet) · Vegeu més fotos d'aquesta obra · Carregueu una nova foto d'aquesta obra                                |
| A Pi i Margall                                                 | | Escultora: Sara Pons, signada Arquitecte: Ignasi Sanfeliu 1999 | fibra de vidre patinat bronze, pedra artificial i acer inoxidable                          | C. Pi i Margall 41° 24′ 26″ N, 2° 09′ 48″ E / 41.40714°N,2.16326°E | 08019/6935-1 | A Pi i Margall (Sara Pons) · Vegeu més fotos d'aquesta obra · Carregueu una nova foto d'aquesta obra                                    |
| Al Pare Palau i a la memòria de Mossèn Jacint Verdaguer        | | Autor desconegut 1961, incorporant l'estació de via crucis de c. 1898 | ceràmica                                                                                   | Pg. de la Vall d'Hebron, Clínica Solarium 41° 25′ 02″ N, 2° 08′ 16″ E / 41.41709°N,2.13779°E                                                                           | 08019/7925-1 | Al Pare Palau i a la memòria de Mossèn Jacint Verdaguer · Vegeu més fotos d'aquesta obra · Carregueu una nova foto d'aquesta obra       |